# Dichonia semivirgata
Dichonia semivirgata là một loài bướm đêm trong họ Noctuidae.